# المصحط (أسلم)

تعديل مصدري - تعديل

المصحط هي إحدى قرى عزلة أسلم الشام بمديرية أسلم التابعة لمحافظة حجة، بلغ تعداد سكانها 225 نسمة حسب تعداد اليمن لعام 2004.